# Nematocryptus humilis
Nematocryptus humilis là một loài tò vò trong họ Ichneumonidae.